# Neumanns gazelle
Neumanns gazelle (Gazella arabica erlangeri) is een zoogdier uit de familie van de holhoornigen (Bovidae). De wetenschappelijke naam van de soort werd voor het eerst geldig gepubliceerd door Neumann in 1906.